# 서동렬
서동렬(徐東烈, 1934년 1월 31일~2022년 4월 29일)은 대한민국의 군인, 외교관, 정치인, 국영기업가이다. 공군 참모총장 재임 시절인 1988년 C-130 수송기를 도입하고 제251공수비행대대를 창설하였다. 2022년 4월 29일 사망했다.

## 생애

### 학력
- 대한민국 공군사관학교 4기
- 미국 공군비행학교 졸업
- 미국 미주리 종합군사학원 졸업
- 대한민국 육군 보병학교 졸업
- 대한민국 육군 포병학교 졸업
- 대한민국 공군 방공포병학교 졸업
- 대한민국 공군대학 학사
- 미국 공군참모대학교 학사
- 서울대학교 행정대학원 행정학 석사
- 영국 케임브리지 대학교 대학원 사회학과 사회과학 석사

### 주요 경력
- 1977년 공군 제18전투비행전단장(당시 공군 준장 계급 신분)
- 1979년 공군 제18전투비행전단장 재직시에 공군 소장 진급(1979년 4월 25일)
- 1979년 국방부 행정차관보
- 1979년 대통령 비서실 국방안보담당관
- 1980년 공군본부 특수사업참모국 국장(1980년 2월 15일)
- 1980년 국가보위비상대책위원회 연락실 실장
- 1980년 국가보위입법회의 입법의원
- 1981년 공군본부 작전참모부 부장
- 1982년 한미연합사령부 정보참모부 부장
- 1983년 한미연합사령부 정보참모부 부장 재직시에 공군 중장 진급
- 1983년 공군 군수사령관
- 1984년 공군참모차장
- 1986년 공군 작전사령관
- 1986년 공군 작전사령관 재직시에 공군 대장 진급
- 1987년 제18대 공군참모총장
- 1989년 공군참모총장 퇴임, 공군 대장 예편
- 1989년 외무부 비상임고문위원
- 1990년 국방부 비상임고문위원
- 1992년 한국에너지관리공단 이사장
- 1993년 한국에너지관리공단 이사장 직위 퇴임
- 1996년 신한국당 외교안보특보위원
- 1997년 신한국당 외교안보특보위원 직위 퇴임
- 1999년 자유민주연합 국방외교안보행정특임고문
- 2002년 자유민주연합 국방외교안보행정특임고문 직위 퇴임